# Écran d'ordinateur
Pour les articles homonymes, voir Écran.

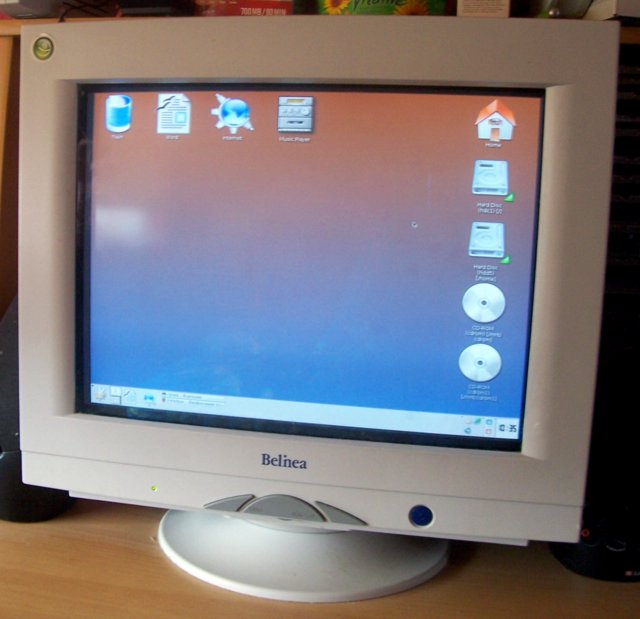
Un écran à tube cathodique 19 pouces format 4/3.

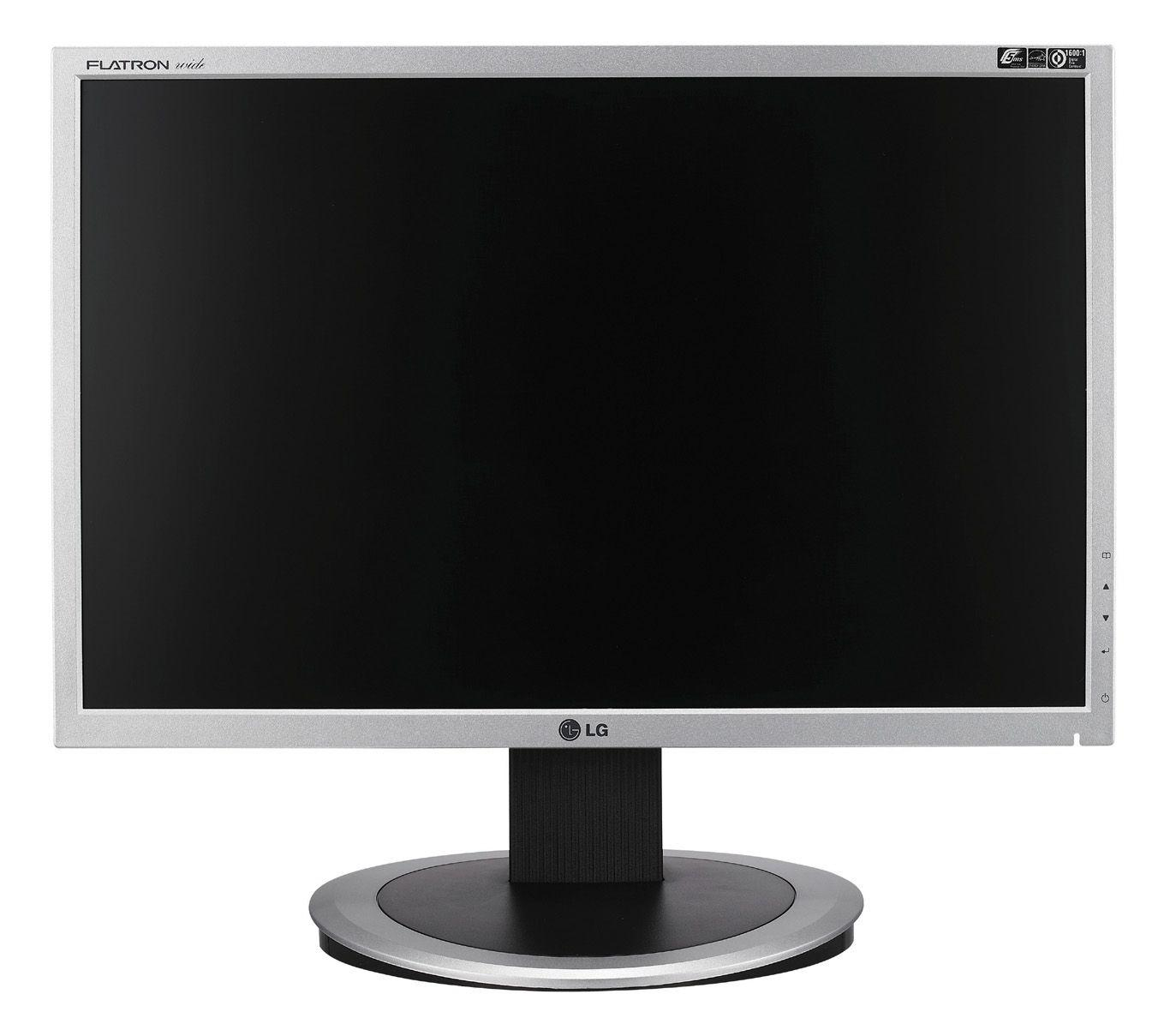
Un écran à cristaux liquides 19 pouces format 16/10.

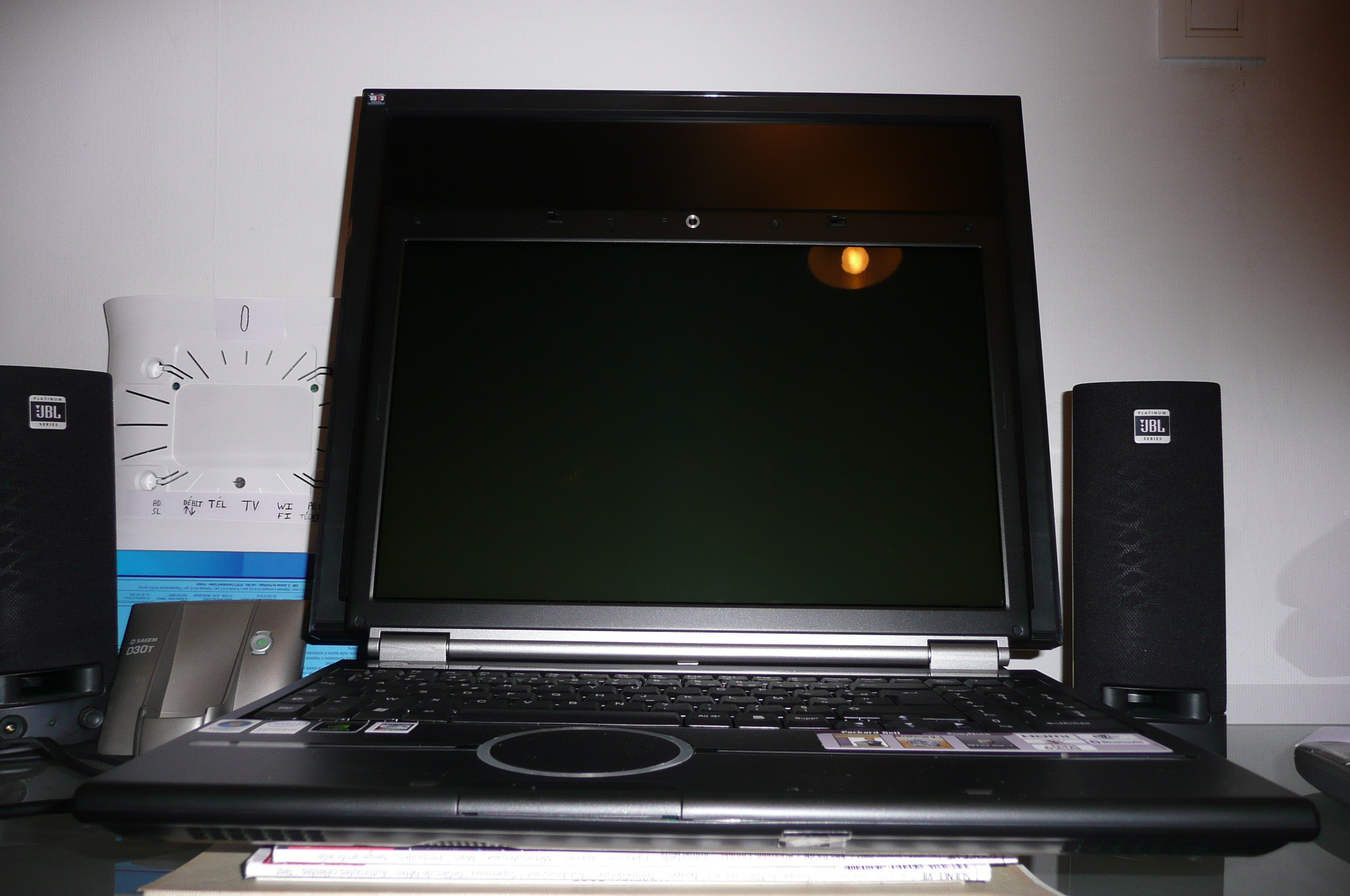
Écrans respectivement de diagonales 15.4 pouces (brillant) et 19 pouces (48.26 cm) 1,25 (mat).

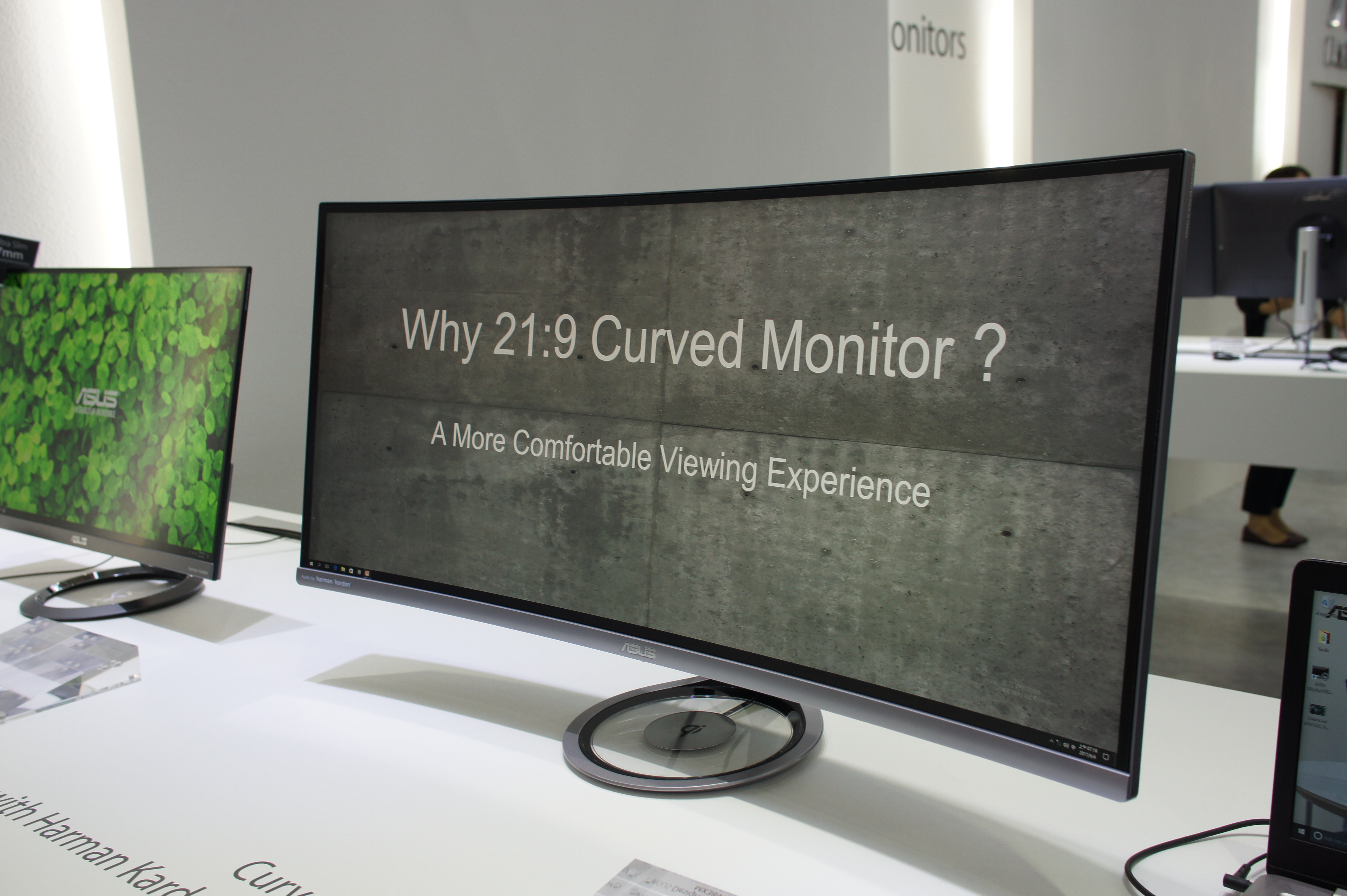
Un écran incurvé format 21/9.

Un écran d'ordinateur, également appelé moniteur, est un périphérique de sortie vidéo d'ordinateur. Il affiche les images générées par la carte graphique de l'ordinateur, à laquelle il est relié par des connecteurs et câbles (connecteur VGA D-sub, DVI, DisplayPort ou HDMI). 
Selon son taux de rafraîchissement, il permet de donner l’impression de mouvement. Par sa résolution, il peut permettre de travailler agréablement, de visionner de la vidéo, des films, de jouer à des jeux vidéo, de saisir des textes, etc.
Selon la technologie d'affichage, les moniteurs sont analogiques ou numériques.

## Types d'écrans

### Écrans à tube cathodique
Type d'écran le plus ancien : les écrans à tube cathodique (ou écran CRT, qui est une abréviation de l'anglais Cathode Ray Tube) sont analogiques. Ils ont un angle de vision large et un rendu des couleurs fidèle mais ils sont lourds, volumineux et grands consommateurs d'énergie (ils consomment deux à trois fois plus de courant qu’un écran LCD). Leur durée de vie moyenne est d'environ 25 000 heures, soit 13,7 ans si l’écran reste allumé 5 heures par jour.
Les écrans cathodiques sont toujours utilisés en mode paysage, mis à part quelques exceptions, comme les écrans des Xerox Alto, et de certains écrans Apple comme celui des Macintosh IIsi de secrétariat.
Comme pour les écrans de télévision, l'année 2009 a signé l'arrêt de production des écrans à tube cathodique.

### Écrans plats numériques
Les écrans numériques sont dits « plats » par opposition aux écrans cathodiques, dont l'épaisseur est importante. Grâce à leur poids et leur encombrement réduit, ils sont rapidement devenus majoritaires.
Plusieurs technologies de dalle existent : 
- Les écrans à cristaux liquides, ACL ou LCD (Liquid Crystal Display) en anglais, se composent d'une dalle (qui est le support des images), de circuits vidéo dont un multiplexeur électronique et une alimentation stabilisée. Ils sont légers et plus simples à industrialiser, mais souffrent de certaines limites, notamment dans le rendu des couleurs, voire d'une rémanence affectant l'affichage de vidéo changeant très rapidement comme les jeux.
- Les DLP (Digital Light Processing) font usage de millions de micromiroirs.
- Les écrans à plasma, offrent un rendu fidèle, mais sont coûteux et ont une durée de vie limitée. Cette technologie est progressivement abandonnée.

Les images numériques utilisent le codage des couleurs Rouge-vert-bleu (ou RGB). Chaque couleur primaire est codée sur un octet, soit 24 bits par pixel et 16 777 216 couleurs différentes possibles. Lorsque l'image transmise n'est codée que sur 18 bits, soit 266 000 couleurs, elle est étendue par tramage.
En général, les deux premiers chiffres du numéro de modèle d'un écran plat indiquent la taille de la diagonale, exprimée en pouces.
Le temps de latence de plus en plus faible permet (pour certains modèles, en dessous de 2 ms) d’utiliser des jeux d’action, tels que les FPS, sans avoir à subir des traînées d’affichage lors de mouvements rapides. Ces traînées étaient un frein à leur utilisation dans le grand public.
De par leur poids réduit, ils sont plus faciles à pivoter, ce qui permet plus facilement d'utiliser soit l'écran en mode portrait, soit l'écran en mode paysage. Cette fonctionnalité est prise en charge par Windows et X.Org, ainsi que la plupart des cartes graphiques. Elle nécessite cependant un écran adapté en termes d'angle de vue comme de pieds. Sous Windows, la combinaison de touches Ctrl + Alt + flèches de directions offre la possibilité d'orienter l'écran.

## Caractéristiques

### Mat et brillant
Deux gammes d'écrans plats sont disponibles :
- Les écrans brillants dont le traitement de surface est fortement réfléchissant. Le contraste est ainsi amélioré mais la visibilité est moyenne voire médiocre en cas de forte luminosité ambiante (fenêtre, spot, etc.). Les couleurs sont plus belles que sur écran mat.
- Les écrans mats moins contrastés que les écrans brillants, mais leur visibilité est meilleure sous la lumière (moins de reflets).

Tous les écrans cathodiques sont brillants.

### Rafraîchissement d'écran
La fréquence de rafraîchissement est définie par le nombre d'images s'affichant sur l'écran par seconde. Cette valeur varie généralement entre 23,976 et plus de 500,5 Hz sur de nouveaux écrans très haut de gamme. Plus cette fréquence est élevée, meilleur est le confort visuel. Il est possible d'overcloker la fréquence de rafraîchissement d'un écran mais cela menace la stabilité et est souvent limité par la connectique utilisée.

### Technologie de dalle
Le type de dalle pour un moniteur influe sur la réactivité de l'écran et la gamme de couleurs qu'il affiche. Il existe quatre familles de dalles :
- VA : les moniteurs VA (Vertical Alignment) offrent des couleurs vives et plus précises que les moniteurs IPS tout en conservant un faible temps de réponse. C'est le meilleur compromis entre le rendu des couleurs et la réactivité de l'écran. Il est adapté à tout usage ;
- PLS : les moniteurs à panneaux PLS (Plane to Line Switching) sont comparables aux dalles IPS mais avec des avantages supplémentaires. C'est une technologie spécifique aux écrans Samsung offrant 10 % de luminosité de plus, de meilleurs angles de vision, une meilleure qualité d'image et des prix plus attractifs ;
- IPS : les moniteurs IPS offrent des couleurs précises et de très bons angles de vision mais avec des temps de réponse légèrement plus élevés. Ce type d'écran est adapté aux amateurs et professionnels de vidéos, graphiques et photographes ;
- TN : correspond aux écrans à petit budget car la gamme de couleurs est plus restreinte que les autres. Cependant, le temps de réponse est parmi les plus rapides du marché.

## Dimensions
Depuis 2007, les ventes de moniteurs de diagonale supérieure à 20 pouces (50,8 cm) ont fortement augmenté, ces écrans sont principalement au format 16/10e, ou 16/9e, désormais très rarement au format 4/3, 21/9 ou 5/4. Avant 2007, le format d'image 4/3 était prédominant pour une diagonale inférieure à 20 pouces. Ce changement de format permet d'optimiser la découpe industrielle des dalles, afin de réduire les coûts de production. Pour des raisons économiques et de rentabilité, le format des écrans d'ordinateur suit donc le format des téléviseurs.
Le pouce est généralement utilisé pour exprimer la taille de la diagonale l'écran. Un pouce correspond à 2,54 cm. Un écran de 17 pouces est en réalité un écran de 43,18 cm, taille déjà classique pour les tubes des téléviseurs dans les années 1950.
| diagonale en pouces | diagonale en cm |
| ------------------- | --------------- |
| 15                  | 38              |
| 17                  | 44              |
| 19                  | 48              |
| 22                  | 56              |
| 24                  | 61              |
| 26                  | 66              |
| 28                  | 71              |
| 30                  | 76              |

Ces tailles sont approximatives et on trouve sous le nom de « 17 pouces » des écrans allant de 41 à 44 cm. Le tableau de droite donne quelques correspondances.
Le code pénal français interdit l'utilisation d'unités de mesure différentes de celles établies par les lois et réglementations en vigueur (article R643-2), ceci afin de garantir une information juste du client ; en l'occurrence, la France est liée par la convention du Mètre. Ici, la loi est contournée habilement, le nombre de pouces désignant alors une « classe d'appareils », d'où la valeur élastique constatée du « pouce ».

## Écrans et environnement
La fabrication des écrans implique la consommation de terres rares et d'éléments toxiques et écotoxiques. Plus ou moins selon leurs types et selon qu'une mise en veille soit utilisée, les écrans sont aussi consommateurs d'énergie. D'autres enjeux environnementaux et de soutenabilité sont ceux de leur analyse du cycle de vie et de leur réutilisation, d'un usage partagé (par exemple dans les espaces de coworking) et du recyclage et de la valorisation de leurs composants en fin de vie, quand ils deviennent des DEEE.

## Écrans et santé
L'utilisation des écrans ou de certains écrans a suscité des controverses dans le domaine de la santé.

### Effets physiologiques
Les problématiques considérées sont essentiellement la posture face à l'écran, et ses effets sur le dos, ainsi que les effets éventuels des rayonnements sur la vue ou leur contribution au smog électromagnétique dont les effets sont discutés. En conséquence, un certain nombre d'agences et d'organismes de santé au travail recommandent d'installer un écran suffisamment haut pour qu'il soit en face des yeux lorsque l'on est assis en position droite et de limiter leur temps d'usage, pour les enfants notamment.
Se concentrer sur écran peut également provoquer un phénomène d'apnée. Linda Stone, ancien cadre chez Microsoft a fait une étude informelle sur 200 personnes chez elle et constaté que 80 % d'entre elles retenaient périodiquement leur souffle ou modifiaient leur respiration en consultant leurs e-mails ou autre activité en ligne. Sephen Porges, professeur de psychiatrie à l'université de Caroline du Nord et spécialiste du système nerveux autonome, affirme que l'apnée de l'écran correspond à une réponse du corps à une situation de stress : « lorsque nous sommes confrontés à n'importe quel type de stimulus, notre système nerveux cherche des signaux pour déterminer s'il s'agit d'une menace ou non. » L'attention résulte d'un effort mental qui s'accompagne de changements physiologiques : une respiration plus courte et un rythme cardiaque plus bas favorisent la concentration. Selon Sephen Porges, cela n'est pas un problème si c'est occasionnel, mais cela le devient en cas de répétitions pendant toute la journée : « le système nerveux bascule dans un état de menace chronique », et une journée de travail devant un écran peut alors être épuisante. Des méthodes respiratoires comme soupirer bruyamment volontairement permettent de diminuer la problématique.
D'après le spécialiste du système nerveux Sephen Porges, plus un écran est grand, moins il est exigeant au niveau mental, et plus il est petit, plus le système nerveux est affecté, car cela augmente son travail d'exclusion de tout ce qui se trouve à l'extérieur de l'écran.

### Effets sociopsychologique et sanitaire
- La température de couleur des écrans plus haute (bleue) que la température naturelle (du soleil) provoque, sur de longues périodes d'exposition, un effet hypnotique et déprimant. Cela peut être corrigé par l'usage de lunettes dédiées ; mais, plus simplement, par l'emploi de thème de bureau chaud et adouci ou, sur la plupart des écrans, en réglant la température de couleur à une valeur moindre.
- Le temps passé devant les écrans informatiques (ordinateur, tablette, smartphone, etc.), ainsi que les contenus (plus ou moins addictifs), l'usage (actif ou passif) et les horaires ont une influence sur la vie sociale (isolement), la qualité de vie et du sommeil, notamment chez les enfants et adolescents[8]. L'ampleur de ces effets est discutée, mais en France les académies des Sciences, de Médecine et des Technologies ont en avril 2019 lancé un appel à « vigilance raisonnée »[9] tout en reconnaissant qu'on manque encore de certitudes sur les effets délétères des NTIC qui sont aussi « des outils de connaissance et d'ouverture sur le monde » si utilisées à bon escient[8]. Un effet certain des écrans est qu'ils ont contribué à réduire la durée du sommeil, dont des enfants (qui ont en France perdu sur 20 ans, 50 minutes de sommeil réparateur par jour, au détriment probablement de leurs facultés d'apprentissages). La simple lumière émise par les écrans le soir est source de désynchronisation de l'horloge interne[8] et donc de perturbation hormonale.
- Recommandations : dans leur rapport[9] de 2019, les experts recommandent un usage raisonné et ritualisé, en évitant les écrans personnels chez les 4-10 ans, au profit d'écrans partagés par toute la famille et en bannissant les écrans de la chambre et les usages juste avant le coucher. Les parents sont invités à être attentifs à la manière dont ils utilisent les écrans devant les enfants, au risque d'isoler l'enfant en raison de mimiques et échanges verbaux moins nombreux et moins riches alors que ces interactions sont vitales pour le bon développement de l'enfant[8],[10]. Le rapport se montre rassurant pour les adolescents qui passent du temps en ligne, mais souvent en faisant plutôt un bon usage des outils (pour 75 à 90 % des adolescents)[8]. 10 à 25 % des ados auraient cependant du mal à gérer le temps et la qualité des contenus, étant alors surexposés au cyberharcèlement et à la publicité non désirée. Une fracture numérique existe encore entre ceux qui sont préparés à l'usage d'outils numériques et les autres, ce qui pose des problèmes de justice sociale et de santé publique[8]. Les experts concluent notamment que « L’objectif n'est pas uniquement de limiter l'accès aux écrans, sauf, dans une large mesure, chez les plus jeunes enfants, mais d'en accompagner l’utilisation en sachant qu'un usage approprié a également des effets très positifs sur la performance intellectuelle et la socialisation. Plutôt que de s'opposer à l’inévitable mieux vaut l’accompagner en veillant au respect de conditions d’utilisation optimales au regard de la santé publique »[9].